# Euodice malabarica
El capuchino picoplata indio (Euodice malabarica) es una especie de ave paseriforme que vive en el sur de Asia.

## Taxonomía
Anteriormente se clasificaba en el género Lonchura y se consideraba conespecífico del capuchino picoplata africano, pero actualmente se clasifica en el género Euodice con el capuchino picoplata africano como único congénere. 

## Descripción

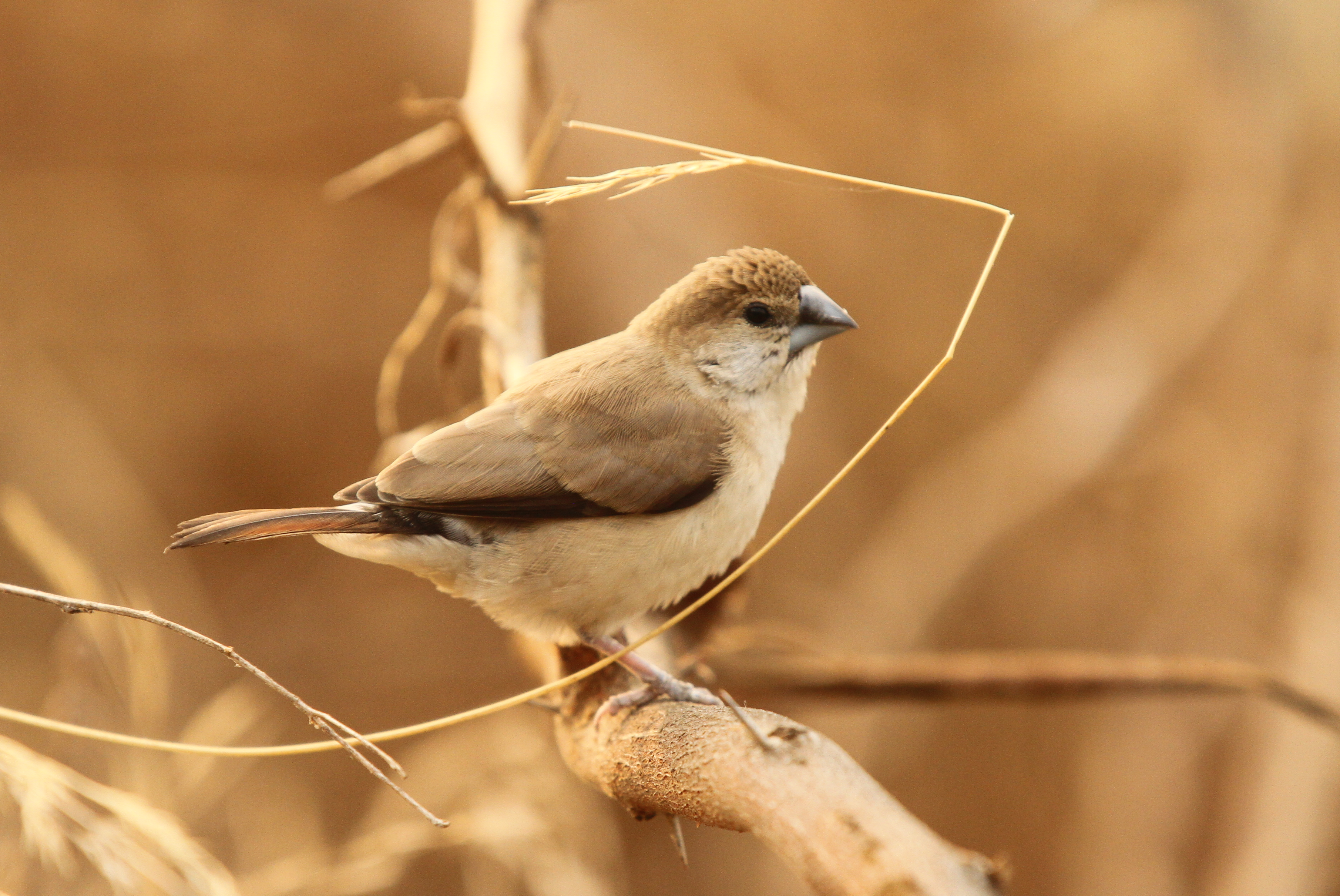
Se caracteriza por el color plateado de su pico.

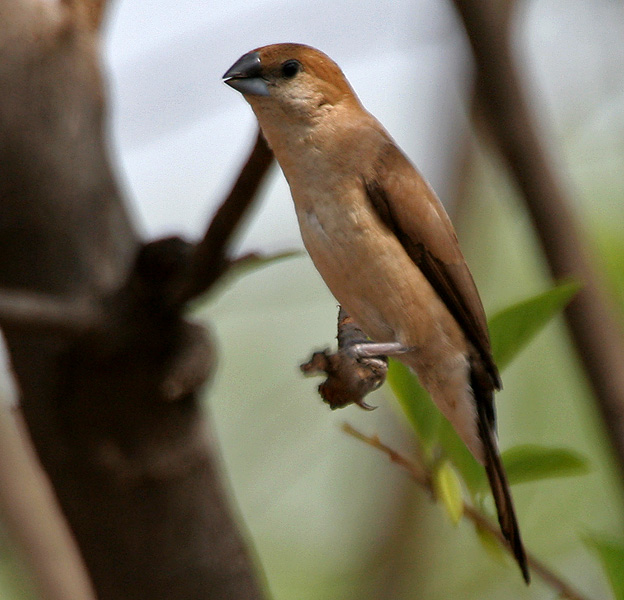
Pico de plata indio en Hyderabad, India.

El pico de plata indio es una pequeña ave gregaria que se alimenta principalmente de semillas. Frecuenta los campos abiertos y las zonas de cultivo, especialmente las ubicadas cerca de una fuente de agua. Anida en estructuras recubiertas por musgo sobre los árboles, depositando entre cuatro y diez huevos blancos por vez. 
Esta especie mide entre 11 y 11,5 centímetros de alto, con una cola larga y de color negro. El adulto tiene un pico de color plateado grisáceo, cabeza marrón amarillenta y la zona cercana a las patas de color blanco, con alas oscuras. Ambos sexos presentan una apariencia similar, pero los pichones tienen una coloración más amarilla y la cola más corta. 

## Distribución
Este estríldido habita en la mayor parte del subcontinente indio, y además está diseminado por las regiones costeras costas de oriente próximo, distribuido por: Pakistán, Nepal, Bangladés, India, Arabia Saudita, Omán, Sri Lanka, Irán, Emiratos Árabes Unidos e Israel, y fue introducido en Jordania, Kuwait, Puerto Rico, Catar y Estados Unidos. Se ha avistado también en las Islas Vírgenes (donde probablemente esté extinto) y en Niza, al sur de Francia.